# Take It or Leave It (The Rolling Stones)
Take It or Leave It is een lied geschreven door The Rolling Stones-bandleden Mick Jagger en Keith Richards. Het verscheen in 1966 op hun album Aftermath. The Searchers brachten een coverversie van het nummer uit op single. Op de B-kant verscheen het nummer Don't Hide It Away. De single werd uitgebracht door Pye Records. 
Take It or Leave It piekte op plek 31 in Engeland, en in Nederland piekte het nummer zelfs op plek 5 in de Nederlandse Top 40.

## Hitnotering

### Nederlandse Top 40
| Hitnotering: 21-05-1966 t/m 20-08-1966 | Hitnotering: 21-05-1966 t/m 20-08-1966 | Hitnotering: 21-05-1966 t/m 20-08-1966 | Hitnotering: 21-05-1966 t/m 20-08-1966 | Hitnotering: 21-05-1966 t/m 20-08-1966 | Hitnotering: 21-05-1966 t/m 20-08-1966 | Hitnotering: 21-05-1966 t/m 20-08-1966 | Hitnotering: 21-05-1966 t/m 20-08-1966 | Hitnotering: 21-05-1966 t/m 20-08-1966 | Hitnotering: 21-05-1966 t/m 20-08-1966 | Hitnotering: 21-05-1966 t/m 20-08-1966 | Hitnotering: 21-05-1966 t/m 20-08-1966 | Hitnotering: 21-05-1966 t/m 20-08-1966 | Hitnotering: 21-05-1966 t/m 20-08-1966 | Hitnotering: 21-05-1966 t/m 20-08-1966 | Hitnotering: 21-05-1966 t/m 20-08-1966 | Hitnotering: 21-05-1966 t/m 20-08-1966 |
| Week                                   | 1                                      | 2                                      | 3                                      | 4                                      | 5                                      | 6                                      | 7                                      | 8                                      | 9                                      | 10                                     | 11                                     | 12                                     | 13                                     | 14                                     | 15                                     |                                        |
| -------------------------------------- | -------------------------------------- | -------------------------------------- | -------------------------------------- | -------------------------------------- | -------------------------------------- | -------------------------------------- | -------------------------------------- | -------------------------------------- | -------------------------------------- | -------------------------------------- | -------------------------------------- | -------------------------------------- | -------------------------------------- | -------------------------------------- | -------------------------------------- | -------------------------------------- |
| Positie                                | 32                                     | 24                                     | 16                                     | 7                                      | 5                                      | 5                                      | 7                                      | 9                                      | 9                                      | 9                                      | 12                                     | 16                                     | 21                                     | 27                                     | 35                                     | uit                                    |

### Parool Top 20
| Hitnotering: 21-05-1966 t/m 30-07-1966 | Hitnotering: 21-05-1966 t/m 30-07-1966 | Hitnotering: 21-05-1966 t/m 30-07-1966 | Hitnotering: 21-05-1966 t/m 30-07-1966 | Hitnotering: 21-05-1966 t/m 30-07-1966 | Hitnotering: 21-05-1966 t/m 30-07-1966 | Hitnotering: 21-05-1966 t/m 30-07-1966 | Hitnotering: 21-05-1966 t/m 30-07-1966 | Hitnotering: 21-05-1966 t/m 30-07-1966 | Hitnotering: 21-05-1966 t/m 30-07-1966 | Hitnotering: 21-05-1966 t/m 30-07-1966 | Hitnotering: 21-05-1966 t/m 30-07-1966 | Hitnotering: 21-05-1966 t/m 30-07-1966 |
| Week                                   | 1                                      | 2                                      | 3                                      | 4                                      | 5                                      | 6                                      | 7                                      | 8                                      | 9                                      | 10                                     | 11                                     |                                        |
| -------------------------------------- | -------------------------------------- | -------------------------------------- | -------------------------------------- | -------------------------------------- | -------------------------------------- | -------------------------------------- | -------------------------------------- | -------------------------------------- | -------------------------------------- | -------------------------------------- | -------------------------------------- | -------------------------------------- |
| Positie                                | 19                                     | 16                                     | 7                                      | 7                                      | 8                                      | 7                                      | 9                                      | 9                                      | 9                                      | 12                                     | 20                                     | uit                                    |

### NPO Radio 2 Top 2000
| Nummer met noteringen in de NPO Radio 2 Top 2000 | '99  | '00  | '01  | '02  | '03  |
| ------------------------------------------------ | ---- | ---- | ---- | ---- | ---- |
| Take It or Leave It                              | 1665 | 1528 | 1751 | 1735 | 1514 |

1. ↑  Een vetgedrukt getal geeft de hoogste notering aan.
2. ↑  Deze tabel is bijgewerkt tot en met de laatste editie (2024).